# Walther Rathenau
Walther Rathenau (29. září 1867, Berlín – 24. června 1922, tamt.) byl německý průmyslník, liberální politik, spisovatel a státník, jeden ze zakladatelů Německé demokratické strany (DDP). V době Výmarské republiky krátce vykonával funkci ministra zahraničí. Byl zavražděn 24. června 1922, dva měsíce poté, co podepsal Rapallskou smlouvu se Sovětským Ruskem.

## Život a působení
Narodil se v majetné rodině v Berlíně, jeho rodiči byli Emil Rathenau a Mathilde Nachmann. Otec byl židovský podnikatel a zakladatel společnosti AEG (Allgemeine Elektrizitäts-Gesellschaft).
Rathenau studoval filozofii, chemii a fyziku v Berlíně a ve Štrasburku. Než se stal v roce 1899 členem správní rady koncernu AEG pracoval jako inženýr. Patřil k předním průmyslníkům pozdního období Německého císařství a rané fáze Výmarské republiky. Za první světové války prosadil zřízení Oddělení pro válečné suroviny, které významně podpořilo německý průmysl. Jako poválečný ministr zastával názor, že Německo musí splácet své reparace, má však intenzivně jednat o změnu Versailleské smlouvy. V lednu 1922 jako ministr zahraničí podepsal tak zvanou Rapallskou smlouvu se sovětským Ruskem, která jako první prolomila diplomatickou izolaci Ruska a zároveň legalizovala sovětskou pomoc při znovuvyzbrojování Německa. Protože podle Versailleské smlouvy nesmělo Německo vyrábět vojenská letadla, stavělo letecké továrny na území Ruska a dodávalo mu moderní zbraně, kdežto Rusko dodávalo Německu důležité suroviny.
Rathenau se nikdy neoženil a zemřel bezdětný. Německo-židovský původ a bohatství byly dva faktory, které v dobách antisemitismu ztěžovaly jeho postavení v německé politice. Přestože Rathenau důsledně jednal jako německý vlastenec, extrémní pravice chápala Rapallskou smlouvu jako spolupráci s bolševiky a součást světového židovsko-komunistického spiknutí proti Německu. 24. června 1922 byl cestou do úřadu zavražděn pravicovými extremisty z Organizace Consul, kteří byli brzy zatčeni a souzeni. Rathenauův pohřeb se stal milionovou manifestací na obranu demokracie a Výmarskou republiku aspoň dočasně posílil. Nacisté se později snažili památku na Rathenaua důsledně vymýtit.
Rathenau je považován za předobraz postavy německého hraběte Paula Arnheima z románu Roberta Musila Muž bez vlastností.